# Joel Birkin
Joel Birkin – węgierski aktor gejowskich filmów pornograficznych i fotomodel.

## Życiorys
W 2012 podpisał kontrakt z wytwórnią pornograficzną Bel Ami i zadebiutował występem w produkcji Kinky Angels. Zagrał główną rolę młodego księdza Massimo w filmie Luke’a Hamilla Skandal w Watykanie 2 (Scandal in the Vatican 2, 2016), który sprowokował instytucje religijne, w tym Kościół katolicki i wywołał skandal ze względu na umieszczenie zdjęcia papieża Franciszka obok łóżka masturbującego się Birkina. Pracował także jako operator kamery bądź asystent produkcji na planach kilku filmów studia Bel Ami, a także organizuje pracę modeli agencji w jej węgierskim oddziale w Budapeszcie.
W 2018 zdobył branżową nagrodę Str8UpGayPorn Award za najlepszy seks w trójkącie (z Christianem Lundgrenem i Rhysem Jaggerem w filmie Christian, Joel and Rhy).

## Nagrody i nominacje
| Rok  | Nagroda               | Kategoria                         | Film                                            | Inni wykonawcy                   | Rezultat  |
| ---- | --------------------- | --------------------------------- | ----------------------------------------------- | -------------------------------- | --------- |
| 2016 | Cybersocket Web Award | Najlepsza scena seksu             | Offensively Large (2016)                        | Jack Harrer i Claude Sorel       | Nominacja |
| 2017 | Grabby Award          | Najgorętszy rimming               | Offensively Large (2016)                        | Jack Harrer i Claude Sorel       | Nominacja |
| 2017 | Grabby Award          | Najlepszy duet                    | Offensively Large (2016)                        | Jack Harrer                      | Nominacja |
| 2017 | Str8UpGayPorn Award   | Najlepszy penis                   | –                                               | –                                | Nominacja |
| 2018 | GayVN Award           | Nagroda fanów – Ulubiony penis    | –                                               | –                                | Nominacja |
| 2018 | GayVN Award           | Najlepsza scena z twinkami        | Lars Norgaard with Kevin Warhol and Joel Birkin | Lars Norgaard i Kevin Warhol     | Nominacja |
| 2018 | Grabby Award          | Najgorętszy penis                 | –                                               | –                                | Nominacja |
| 2018 | Str8UpGayPorn Award   | Najlepsza scena seksu w trójkącie | Christian, Joel and Rh                          | Christian Lundgren i Rhys Jagger | Wygrana   |